# Jethro Tull (agricultor)
Jethro Tull (Basildon, Berkshire, 1674 - Shalbourne, Berkshire, 1741) foi um agricultor inglês pioneiro, considerado um dos pais da agricultura científica. Viveu no período da Revolução Industrial.

## Carreira
Teve um papel fundamental no projeto de vários implementos que transformaram a agricultura, o mais notável deles a semeadeira mecânica em 1701. Observou e comparou os métodos agrícolas empregados na França, Holanda e Alemanha. Foi um dos primeiros a conceber a moderna noção de cultura intensiva: recomendou o esterroamento e a lavra profundos, as rotações contínuas, que faziam a terra produzir, sem cansá-la, uma sucessão de colheitas variadas e supria o desperdício dos pousios.
Homem de leis tornado gentleman farmer que se acreditava versado em progresso agrícola, chegou a proclamar a inutilidade do esterco e da rotação dos cultivos, mas preconizou o uso de semeadores, semeaduras em linha, economia de sementes, multiplicação dos trabalhos do solo e escarificações com enxada tracionada.

## Publicações selecionadas
As obras de Tull apareceram entre os anos de 1731 e 1739. Uma seleção:
- The new horse-houghing husbandry, or, An essay on the principles of tillage and vegetation wherein is shewn, a method of introducing a sort of vineyard-culture into the corn-fields, to increase their product, and diminish the common expence, by the use of instruments lately invented by Jethro Tull. 1731; Horse-hoeing husbandry 4th ed., (1762) from John Adams's library, Internet Archive
- A supplement to the essay on horse-hoing husbandry. Containing explanations and additions both in theory and practice. Wherein all the objections against that husbandry, which are come to the author's knowledge are consider'd and answer'd. By Jethro Tull, Esq., 1736

### Obras sobre Jethro Tull
- Donaldson, John (1854). Agricultural biography: containing a notice of the life and writings of the British authors on agriculture. [S.l.: s.n.] p. 48–50
- The relevant page in Robert Chambers: Chambers's Book of Days. A Miscellany of Popular Antiquities in connection with the Calendar. Philadelphia: J. B. Lippincott & Co., 1879. Digitised at the Libraries of the University of Wisconsin–Madison
- Aaron Brachfeld, Mary Choate (2010) Jethro Tull's Horse Hoeing Husbandry 5th edition
- N. Hidden (1989) "Jethro Tull I, II, III", Agric. Hist. Rev., 37 (1), pp. 26–35
- Will MacDonald et al. Makers of Modern Agriculture. Chapter 1. "Jethro Tull: Founder of the principles of dry-farming." 1913. pp. 1–15
- G. E. Fussell (1973) Jethro Tull: His Influence on Mechanized Agriculture, Osprey (The Great Innovators Series)

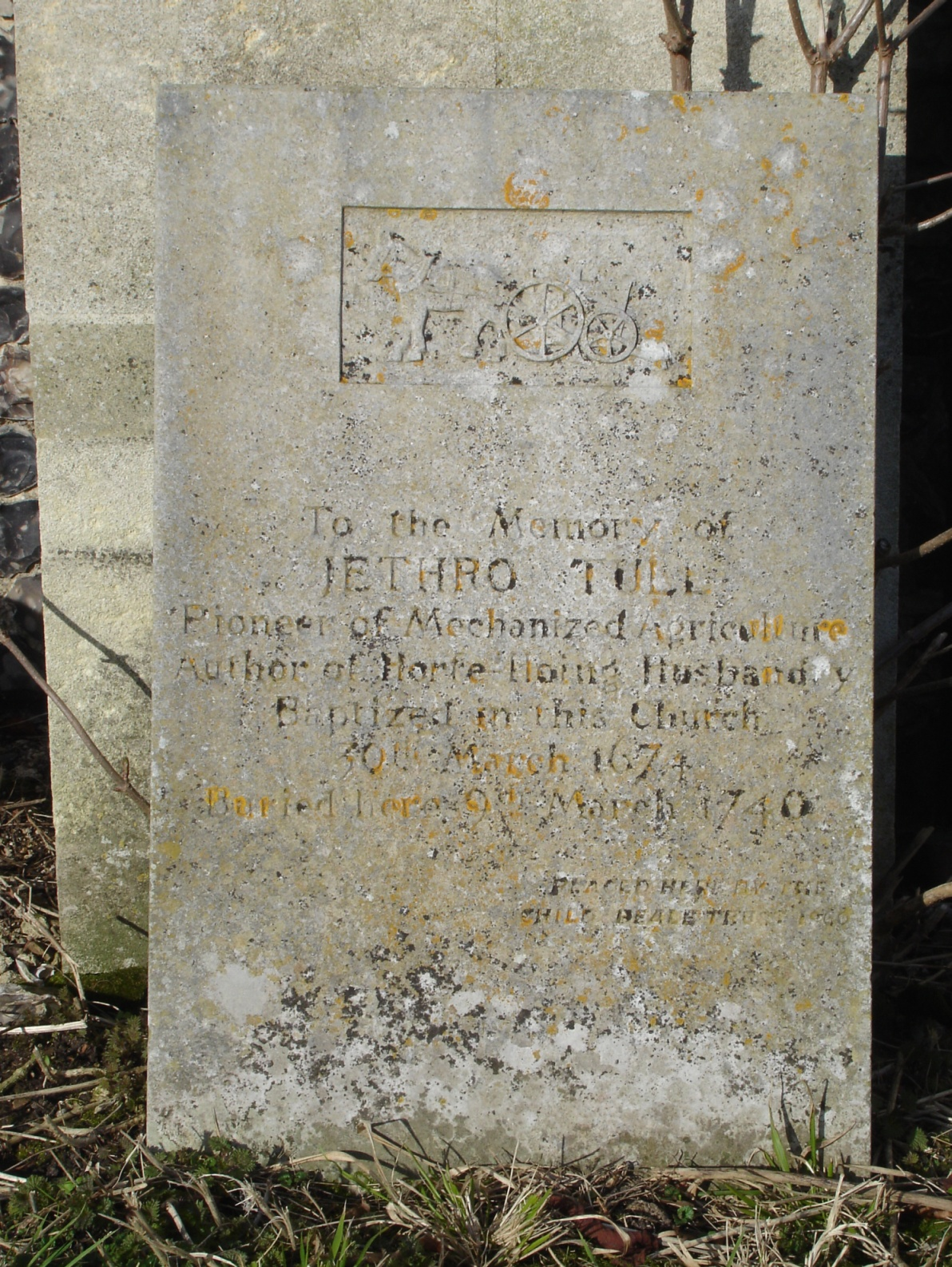
Lápide de Tull na igreja de São Bartolomeu